# Hardware (album)
Pour les articles homonymes, voir Hardware (homonymie).
Albums de Krokus
Metal Rendez-vous
(1980) One Vice at a Time
(1982)
Singles
1. Rock City
Sortie : 1981
2. Smelly Nelly
Sortie : 1981
3. Winning Man
Sortie : avril 1981

Hardware est le cinquième album studio du groupe de hard rocksuisse Krokus. Il est sorti le 18 février 1981 sur le label allemand Ariola et fut produit par le groupe.

## Historique
Krokus entra en studio en novembre 1980 pour donner un successeur à Metal Rendez-vous. Pour cela le groupe se rend à Londres aux Roundhouse Studios, il y restera jusqu'en mi-décembre pour achever l'album. L'album est enregistré par Mark Dearnley assisté de Nick Rogers et le mastering sera effectué aux studios Townhouse par Ian Cooper. Le groupe, spécialement Chris Von Rohr et Fernando Von Arb, produira lui-même l'album.
Tous les titres de l'album ont été écrits par le duo Von Arb / Von Rohr avec une petite participation de Tommy Kiefer pour Smelly Nelly et Marc Storace pour Burning Bones. Trois singles seront tirés de l'album, Rock City, Smelly Nelly et Winning Man, ce dernier rencontrant un petit succès aux États-Unis en se classant à la 26e place dans le chart Mainstream Rock Tracks du magazine Billboard en avril 1981. Winning Man sera également repris sept ans plus tard, en 1988, sur le dixième album du groupe, Heart Attack. L'album généra aussi des titres comme, Easy Rocker ou Celebration qui deviendront des titres incontournables lors concert.
Mais un changement majeur va affecté le groupe. Lors de la tournée anglaise, il devint de plus en plus évident que Tommy Kiefer n'était plus concerné par la musique que produisait le groupe. Il quittera le groupe et retourna en Suisse pour combattre son problème d'addiction à l'héroïne et pour renouer avec un côté plus bluesy dans sa musique. Il sera dans un premier temps remplacé par un jeune guitariste de 19 ans, Mandy Meyer, qui participa aux tournées anglaise et américaine avant de quitter lui aussi le groupe, Fernando Von Arb devenant par ce fait le soliste du groupe.
C'est lors de la tournée américaine, plus précisément à Chicago, que le groupe rencontra celui qui allait devenir son manager et orienter le groupe sur la voie du succès, Butch Stone. Ce dernier manageait à ce moment-là le groupe américain Black Oak Arkansas.
En mai 1981, sortira aussi en Angleterre, un Ep intitulé Industrial Strength Ep qui comprend Celebration et Easy Rocker de l'album plus Bedside Radio de Metal Rendez-vous et Bye Bye Baby de l'album Painkiller. Il se classa à la 62e place des charts britanniques .

## Liste des titres
Face 1
| No | Titre                | Auteur                           | Durée |
| -- | -------------------- | -------------------------------- | ----- |
| 1. | Celebration          | Fernando Von Arb, Chris Von Rohr | 3:24  |
| 2. | Easy Rocker          | Von Arb, Von Rohr                | 5:27  |
| 3. | Smelly Nelly         | Tommy Kiefer, Von Arb, Von Rohr  | 3:08  |
| 4. | Mr. 69               | Von Arb, Von Rohr                | 3:01  |
| 5. | She's Got Everything | Von Arb, Von Rohr                | 3:57  |

Face 2
| No | Titre         | Auteur                          | Durée |
| -- | ------------- | ------------------------------- | ----- |
| 6. | Burning Bones | Von Arb, Von Rohr, Marc Storace | 3:34  |
| 7. | Rock City     | Von Arb, Von Rohr               | 4:43  |
| 8. | Winning Man   | Von Arb, Von Rohr               | 5:33  |
| 9. | Mad Racket    | Von Arb, Von Rohr               | 4:00  |

### Version de l'édition US 1981
- Sur cette version, l'ordre des titres a été changé et Mr. 69 est devenu Mr. Sixty-Nine[4]

| Face 1 1. Burning Bones 2. She's Got Everything 3. Winning Man 4. Smelly Nelly | Face 2 1. Mr. Sixty-Nine 2. Rock City 3. Mad Racket 4. Celebration |

## Musiciens
- Marc Storace: chant
- Fernando Von Arb: guitares
- Chris Von Rohr: basse, percussions, chœurs
- Tommy Kiefer:  guitares
- Freddy Steady: batterie

avec
- Jürg Nägeli: sounds (claviers) & around (chœurs)

## Charts & certification
Chart album
| Pays        | Durée du classement | Meilleur classement |
| ----------- | ------------------- | ------------------- |
| Allemagne   | 2 semaines          | 56e                 |
| Autriche    | 4 semaines          | 16e                 |
| États-Unis  | 12 semaines         | 103e                |
| Royaume-Uni | 4 semaines          | 44e                 |
| Suède       | 1 semaine           | 50e                 |
| Suisse      | 16 semaines         | 1er                 |

Certification
| Pays   | Certification | Ventes   | Date |
| ------ | ------------- | -------- | ---- |
| Suisse | Or            | 25 000 + | 1981 |

Charts singles
| Année | Single          | Chart                  | Position |
| ----- | --------------- | ---------------------- | -------- |
| 1981  | "Burning Bones" | Mainstream Rock Tracks | 46e      |
| 1981  | "Winning Man"   | Mainstream Rock Tracks | 26e      |